# 拉米亚航空
拉米亞航空（西班牙語：Línea Aérea Mérida Internacional de Aviación, Compañía Anónima，直译为“梅里达国际航空公司”，缩写为LAMIA）是一家位於玻利維亞的航空公司，最早是在2009年於委內瑞拉開業，2015年遷移至玻利維亞營運，以經營區域包機為主。

## 歷史

### 委內瑞拉時期
2009年由西班牙裔委内瑞拉商人里卡多·阿尔巴塞特（Ricardo Albacete）創立時以梅里達州的梅里達市阿爾貝托卡爾內瓦利機場為基地並租用斯威夫特航空公司的ATR 72型客機營運。2010年4月28日开业，注册资本1000万玻利瓦尔，按当时的汇率约合39.5万美元。該公司2010年10月所租借的飛航到期。原因在于，拉米亚公司从未获得委内瑞拉民航局颁发的商业航空执照。之後該公司2011年引進Avro RJ85型客機經營國內重點航線並且停止在梅里達市的基地運作。在遭到2次被委内瑞拉民航局拒绝颁发的商业航空执照後，2013年下半年該公司搬遷到了旅游胜地玛格丽特岛所在的新埃斯帕塔州，並且變更航線為加勒比海的瑪格麗塔島。2014年開航至波拉馬爾的航線。

### 玻利維亞時期
2014年10月22日，委内瑞拉民航局正式否决了拉米亚公司的执照申请。
2014年9月17日，两位玻利维亚飞行员米格尔·基罗加和安东尼奥·罗查联合注册成立玻利维亚拉米亚航空公司，决策权属于总经理巴尔加斯·冈波阿。委內瑞拉的老闆決定向玻利维亚拉米亚航空公司出租3架Avro RJ85飛機，並且在機身塗上LAMIA的標誌 。

2015年11月，拉米亚航空登記成為坡利維亞的一家獨資的航空公司，並且在聖克魯斯設立辦公司，也獲得了民航局核發經營國內包機的許可證。並且在2016年1月取得永久的營運許可，公司所屬機隊共有3架RJ85飛機，但是只有1架飛機執行過包機任務。該公司的主要客戶包括：資源開採公司、礦業公司、玻利維亞礦業和冶金部、旅行社和足球隊（阿根廷國家隊、玻利維亞國家隊、委內瑞拉國家隊及哥倫比亞國家隊，巴拉圭足球甲級聯賽的奧林匹亞俱樂部以及玻利維亞足球甲級聯賽的東方石油體育俱樂部、最強者足球俱樂部和邦明體育會 。

## 機隊

### 現役機隊
截至2016年11月29日：
| 機型      | 數量 | 訂購 | 座位 | 國籍與登記號碼        | 備註                     |
| --------- | ---- | ---- | ---- | --------------------- | ------------------------ |
| Avro RJ85 | 1    |      | 95   | CP-2297 （msn：2370） | msn：manufacturer serial |

### 曾使用過的機種
拉米雅航空（包含:委內瑞拉營運時期）曾經使用的機型：
- ATR 72
  - 2010年，租用期滿歸還斯威夫特航空（英语：Swiftair）（國籍與登記號碼：EC-KKQ，msn：763）
- Avro RJ85
  - 2012年8月2日，封存（國籍與登記號碼：YV-2787，msn：2349）
  - 2014年8月28日，封存（國籍與登記號碼：YV-2979，msn：2350）
  - 2016年11月28日，墜毀（國籍與登記號碼：CP-2933，msn：2348）

## 飛安事故
- 2016年11月28日，拉米亞航空2933號班機（機型為Avro RJ85，登記編號：CP-2933，msn：2348）執飛由玻利維亞維魯維魯國際機場至哥倫比亞荷西·瑪利亞·科爾多瓦國際機場的巴西足球甲級聯賽沙佩科恩斯球隊包機。機上載有81人，包括72名乘客（21名記者）和9名機組人員於玻利維亞28日（UTC-4）晚間11點42分墜毀於哥倫比亞大城麥德林附近山區，造成71人死亡、6人生還。調查人員初步判定可能是電力故障或燃料不足導致這起空難[12]，調閱相關文件後發現該航班超載約500公斤。因一架哥伦比亚愉快航空的飞机由于已经出现漏油，被准予优先降落。[13]

## 外部連結
- 拉米亞航空官網 （页面存档备份，存于）